# Jules Koundé
Pour les articles homonymes, voir Koundé (homonymie).
Jules Koundé né le 12 novembre 1998 à Paris, est un footballeur international français. Il évolue actuellement au poste de défenseur central ou défenseur latéral droit au FC Barcelone.
Formé en Gironde, il intègre le centre de formation du FC Girondins de Bordeaux à quinze ans, en 2013. Champion de France U19 en 2017. Il intègre ensuite l'équipe professionnelle des Girondins, avec laquelle il joue son premier match début 2018, quelques mois après son retour de prêt. Rapidement devenu titulaire indiscutable, il est recruté par le Séville FC à l'été 2019. Dès sa première saison en Espagne, le défenseur français remporte la Ligue Europa en 2020. 
Il dispute son premier match international avec l'équipe de France des moins de 20 ans à l'occasion du Festival international espoirs 2018. Il dispute l'Euro 2020 et 2024 avec l'équipe de France A. Il remporte la Ligue des nations en 2021 et est également finaliste de la Coupe du monde en 2022.

## Biographie

### Enfance et formation
Le père de Jules Koundé est d'origine béninoise et sa mère est française. Il est le neveu de Charles Tokplé, ancien international togolais de football. Né à Paris, il grandit dans la petite commune de Landiras, près de Langon, en Gironde. Il y débute le football à six ans, en décembre 2004, dans le club de la Fraternelle de Landiras. Il devient parrain de l’école de football en 2018. Il rejoint ensuite l'Olympique de Cérons lors de la saison 2009-2010.
Supporter des Girondins de Bordeaux, le club de Ligue 1 le suit à partir de ses douze ans, lorsque le jeune joueur intègre le club de La Brède FC entre ses douze et quinze ans. À l'été 2019, à la suite de son transfert au FC Séville, le LBFC touche aux alentours de 200 000 €, grâce au règlement de la FIFA qui permet des indemnités de formation lorsqu’un joueur rejoint l’étranger.
Il quitte La Brède après la catégorie U15 pour rejoindre le centre de formation bordelais. Auparavant, les Girondins tardent à concrétiser l'union et manquent de se faire doubler par le FC Sochaux-Montbéliard, où Jules passe un essai, alors que la Real Sociedad et le Stade rennais ne vont pas plus loin que l'observation.

### Carrière en club

#### Girondins de Bordeaux
Arrivé aux Girondins de Bordeaux en 2013, Jules Koundé est capitaine dans quasiment toutes les équipes de jeunes du club. Il obtient le titre de champion de France des moins de 19 ans en 2017, avec le brassard de capitaine. Jean-Luc Dogon, entraîneur des U19 bordelais se souvient : « Lors de l'année du titre, il était au-dessus des autres, c'était le patron, le leader défensif. Il emmenait les autres dans son sillage ». Pour autant, Jean-Luc Dogon se souvient que la « seule question qui se posait pour qu'il passe pro ou non, c'était sa taille ».

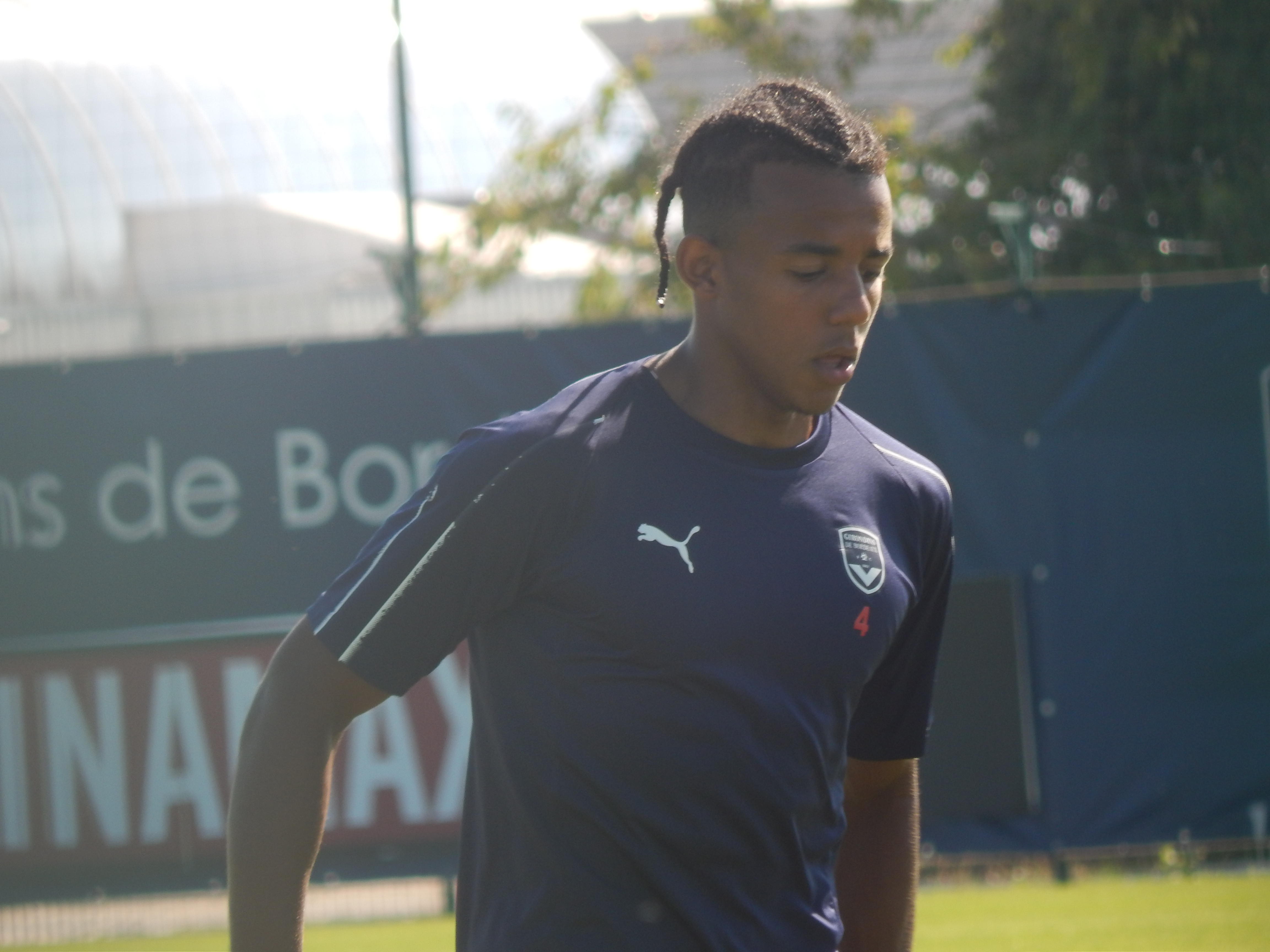
Jules Koundé à l’entraînement avec Bordeaux en 2018.

En octobre 2017, alors qu'il s'entraîne déjà régulièrement avec le groupe professionnel, Jules Koundé signe son premier contrat professionnel jusqu'en 2021. Jules Koundé fait ses débuts chez les professionnels le 7 janvier 2018, à l'occasion d'un match de Coupe de France contre l'US Granville, lors duquel il est titulaire. Quelques jours plus tard, le 13 janvier 2018, il joue son premier match de Ligue 1, contre Troyes. Devenu titulaire régulier au sein de la défense bordelaise, il marque son premier but en championnat le 10 février 2018, contre Amiens.
Il signe, lors de l'été 2018, une prolongation de contrat de deux saisons supplémentaires, soit jusqu'en 2023. Koundé devient indispensable aux côtés de Pablo en défense centrale. En 41 matches joués, il est le joueur de champ girondin le plus utilisé lors de la saison 2018-2019, et de loin (795 minutes de plus que le second). Si l'on occulte les suspensions, Jules Koundé ne manque qu'un seul match durant cet exercice.
Le jeune français ne manque que quatre matchs en un an et demi. Au total, il dispute 70 matchs chez les Girondins et inscrit quatre buts.
En 2024, il partagera son soutien au Football Club des Girondins de Bordeaux en évoquant son émotion de voir son club formateur relégué en quatrième division du football français.

#### Séville FC

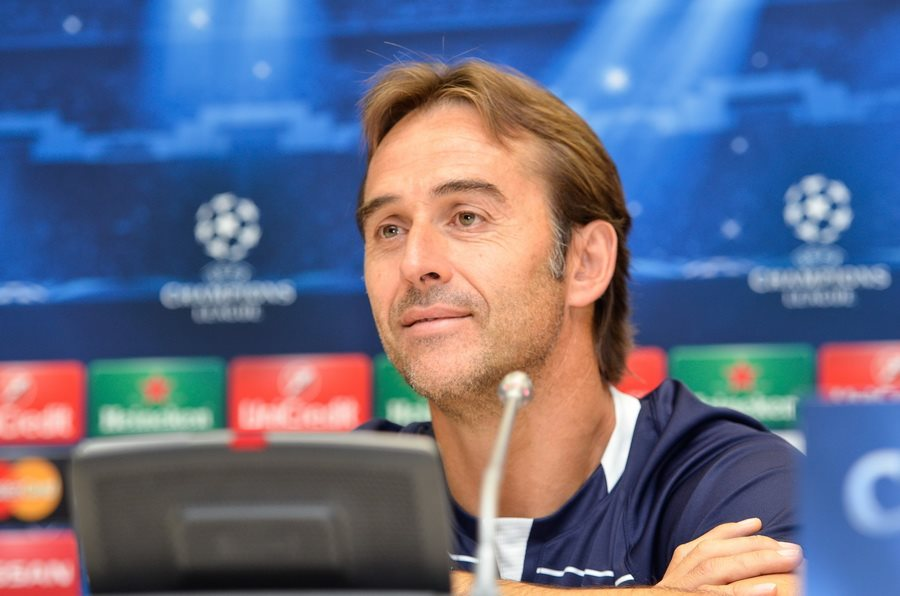
Julen Lopetegui recrute Koundé après son arrivée à la tête du Séville FC à l'été 2019.

En juillet 2019, il signe un contrat de cinq ans avec le Séville FC, le transfert est estimé à 25 M€. En février 2020, le Français compte déjà douze titularisations pour seize apparitions, malgré la concurrence dans l'équipe de Julen Lopetegui. Au terme de sa première saison, Jules et son équipe remportent la Ligue Europa.
Pour sa deuxième saison andalouse, Jules Koundé découvre la Ligue des champions. En deux saisons en Andalousie, il dispute 88 matchs.

#### FC Barcelone
Le 29 juillet 2022, il signe officiellement avec le FC Barcelone pour cinq saisons. Il joue son premier match le 28 août 2022 contre le Real Valladolid et son équipe s'impose 4-0.

### Carrière internationale
En mars 2018, grâce à ses bonnes performances avec Bordeaux, Jules Koundé est convoqué pour la première fois avec l'équipe de France des moins de 20 ans par Philippe Montanier. Le 21 mars 2018, il honore sa première sélection avec les jeunes français, à l'occasion du Tournoi de Toulon 2018 contre les États-Unis (2-0).k
En août 2020, Jules Koundé est sélectionné par Sylvain Ripoll en équipe de France espoirs pour les qualifications à l'Euro 2021 de la catégorie en Géorgie et en Azerbaïdjan début septembre. Il est ensuite retenu pour la phase de groupes en mars 2021. Les Bleuets se qualifient en terminant seconds du groupe D.

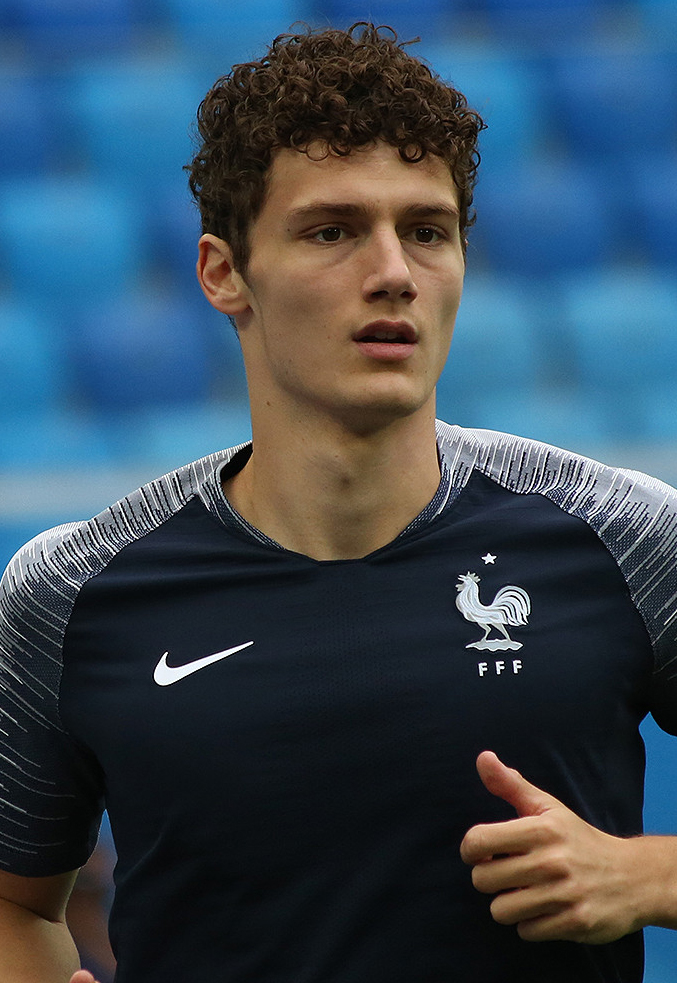
Pour ses premières sélections, Koundé supplée Benjamin Pavard comme arrière droit.

Alors qu'il vise la phase finale de l'Euro U21 en mai puis les Jeux olympiques et qu'il n'a jamais été convoqué à un rassemblement de l'équipe de France A, Jules Koundé est sélectionné par Didier Deschamps le 18 mai 2021 pour participer à l'Euro 2020. En conférence de presse, le sélectionneur salue sa « polyvalence ». Koundé effectue sa première sélection en Bleu le 2 juin 2021 contre le pays de Galles en match de préparation, en remplaçant Benjamin Pavard à la mi-temps du match (3-0). En concurrence avec Kurt Zouma pour être le suppléant de l'inamovible Raphaël Varane, Koundé double Léo Dubois au poste de défenseur latéral droit et dispute ensuite la totalité du troisième match de phase de groupe contre le Portugal (2-2). Touché physiquement lors de sa titularisation contre le Portugal, le jeune défenseur français sera absent contre la Suisse.
Le 9 novembre 2022, la liste des joueurs sélectionnés pour l’édition 2022 de la Coupe du monde au Qatar est dévoilée, Jules Koundé en fait partie. En mai 2024, il figure au sein d’une liste de vingt-cinq joueurs appelés par Didier Deschamps pour l'Euro 2024.

## Style de jeu
Plus petit que la moyenne des défenseurs centraux de haut niveau avec son 1m78, Jules Koundé s'impose tout de même à ce poste chez les Girondins de Bordeaux début 2018. Il est recruté pour ce rôle par le Séville FC en 2019 un an plus tard. Petit gabarit, rapide et à l'aise balle au pied, Jules Koundé est un défenseur qui casse les codes.
À la suite de ses débuts professionnels à Bordeaux, Koundé surprend par sa maturité à seulement vingt ans. Jean-Luc Dogon, entraîneur des U19 bordelais précise : « Quand il est arrivé il a pas mal observé, il était timide. Il s'est affirmé au fur et à mesure des rencontres et a fini par être capitaine, ce qui lui a donné de la confiance, sans excès, et l'a fait progresser chaque année. Il a un leadership naturel, ce n'est pas quelqu'un d'exubérant, mais sur le terrain il est fédérateur, il dégage une sérénité et une force qui fait que les autres le suivent ».
À son retour à l'entraînement à l'été 2018, Jules Koundé fixe des axes de progression, notamment au niveau de la relance, des passes verticales et sur la lecture du jeu. Cela vient en complément d'une hygiène de vie irréprochable. Son agent détaille en juillet 2019 : « L'été dernier, il est parti à Los Angeles faire des soins avec des préparateurs physiques et des kinés de NFL et NBA (...). En tant que pro, ça semble normal, mais il le faisait déjà quand il était en centre de formation. On le prenait et il montait sur Paris pour faire des séances de préparation physique ».
Défenseur central de formation, Jules Koundé évolue à d'autres postes plus jeune. Louis Vivin, ex-coéquipier à La Brède, résume : « Il jouait principalement défenseur central. (...) Il pouvait jouer en numéro 6 sans problème », voire en attaque.
Par sa grande polyvalence il a été repositionné comme latéral droit par Xavi dès son arrivée au FC Barcelone, malgré une prédilection initiale pour le poste de défenseur central. Ce choix s'est avéré judicieux, Koundé s'imposant rapidement par sa solidité défensive et sa capacité à apporter offensivement. En équipe de France, Didier Deschamps a également exploité ses qualités à ce poste, où il a confirmé son niveau lors des compétitions internationales. Plus récemment, sous Hansi Flick, il continue de briller grâce à son adaptabilité et son intelligence tactique, devenant une référence en club comme en sélection.

## Statistiques

### En club
| Saison                | Club                       | Championnat           | Championnat | Championnat | Championnat | Coupe nationale | Coupe nationale | Coupe nationale | Coupe de la Ligue | Coupe de la Ligue | Coupe de la Ligue | Supercoupe | Supercoupe | Supercoupe | Compétition(s) continentale(s) | Compétition(s) continentale(s) | Compétition(s) continentale(s) | Compétition(s) continentale(s) | Autres compétitions | Autres compétitions | Autres compétitions | Autres compétitions | Total | Total | Total |
| Saison                | Club                       | Division              | M.          | B.          | P.d.        | M.              | B.              | P.d.            | M.                | B.                | P.d.              | M.         | B.         | P.d.       | Comp.                          | M.                             | B.                             | P.d.                           | Comp.               | M.                  | B.                  | P.d.                | M.    | B.    | P.d.  |
| 2015-2016             | Girondins de Bordeaux rés. | CFA                   | 8           | 0           | 0           | -               | -               | -               | -                 | -                 | -                 | -          | -          | -          | -                              | -                              | -                              | -                              | -                   | -                   | -                   | -                   | 8     | 0     | 0     |
| 2016-2017             | Girondins de Bordeaux rés. | CFA 2                 | 15          | 1           | 0           | -               | -               | -               | -                 | -                 | -                 | -          | -          | -          | -                              | -                              | -                              | -                              | -                   | -                   | -                   | -                   | 15    | 1     | 0     |
| 2017-2018             | Girondins de Bordeaux rés. | National 3            | 7           | 0           | 0           | -               | -               | -               | -                 | -                 | -                 | -          | -          | -          | -                              | -                              | -                              | -                              | -                   | -                   | -                   | -                   | 7     | 0     | 0     |
| Sous-total            | Sous-total                 | Sous-total            | 30          | 1           | 0           | -               | -               | -               | -                 | -                 | -                 | -          | -          | -          | -                              | -                              | -                              | -                              | -                   | -                   | -                   | -                   | 30    | 1     | 0     |
| 2017-2018             | Girondins de Bordeaux      | Ligue 1               | 18          | 2           | 0           | 1               | 0               | 0               | -                 | -                 | -                 | -          | -          | -          | C3                             | 0                              | 0                              | 0                              | -                   | -                   | -                   | -                   | 19    | 2     | 0     |
| 2018-2019             | Girondins de Bordeaux      | Ligue 1               | 37          | 0           | 1           | 1               | 0               | 0               | 3                 | 0                 | 0                 | -          | -          | -          | C3                             | 10                             | 2                              | 0                              | -                   | -                   | -                   | -                   | 51    | 2     | 1     |
| Sous-total            | Sous-total                 | Sous-total            | 55          | 2           | 1           | 2               | 0               | 0               | 3                 | 0                 | 0                 | -          | -          | -          | -                              | 10                             | 2                              | 0                              | -                   | -                   | -                   | -                   | 70    | 4     | 1     |
| 2019-2020             | Séville FC                 | LaLiga                | 29          | 1           | 1           | 2               | 1               | 0               | -                 | -                 | -                 | -          | -          | -          | C3                             | 9                              | 0                              | 0                              | -                   | -                   | -                   | -                   | 40    | 2     | 1     |
| 2020-2021             | Séville FC                 | LaLiga                | 34          | 2           | 1           | 7               | 1               | 0               | -                 | -                 | -                 | -          | -          | -          | C1                             | 7                              | 1                              | 0                              | SU                  | 1                   | 0                   | 0                   | 49    | 4     | 1     |
| 2021-2022             | Séville FC                 | LaLiga                | 32          | 2           | 1           | 3               | 1               | 0               | -                 | -                 | -                 | -          | -          | -          | C1+C3                          | 5+4                            | 0                              | 0                              | -                   | -                   | -                   | -                   | 44    | 3     | 1     |
| Sous-total            | Sous-total                 | Sous-total            | 95          | 5           | 3           | 12              | 3               | 0               | -                 | -                 | -                 | -          | -          | -          | -                              | 25                             | 1                              | 0                              | -                   | 1                   | 0                   | 0                   | 133   | 9     | 3     |
| 2022-2023             | FC Barcelone               | LaLiga                | 29          | 1           | 3           | 4               | 0               | 1               | -                 | -                 | -                 | 2          | 0          | 0          | C1+C3                          | 3+2                            | 0                              | 1+1                            | -                   | -                   | -                   | -                   | 40    | 1     | 6     |
| 2023-2024             | FC Barcelone               | LaLiga                | 35          | 1           | 2           | 3               | 1               | 2               | -                 | -                 | -                 | 2          | 0          | 0          | C1                             | 8                              | 0                              | 0                              | -                   | -                   | -                   | -                   | 48    | 2     | 4     |
| 2024-2025             | FC Barcelone               | LaLiga                | 32          | 2           | 3           | 6               | 2               | 1               | -                 | -                 | -                 | 2          | 0          | 1          | C1                             | 13                             | 0                              | 3                              | -                   | -                   | -                   | -                   | 53    | 4     | 8     |
| 2025-2026             | FC Barcelone               | LaLiga                | 1           | 0           | 0           | 0               | 0               | 0               | -                 | -                 | -                 | 0          | 0          | 0          | C1                             | 0                              | 0                              | 0                              | -                   | -                   | -                   | -                   | 1     | 0     | 0     |
| Sous-total            | Sous-total                 | Sous-total            | 97          | 4           | 8           | 13              | 3               | 4               | -                 | -                 | -                 | 6          | 0          | 1          | -                              | 26                             | 0                              | 5                              | -                   | -                   | -                   | -                   | 142   | 7     | 18    |
| Total sur la carrière | Total sur la carrière      | Total sur la carrière | 277         | 12          | 12          | 27              | 6               | 7               | 3                 | 0                 | 0                 | 6          | 0          | 1          | -                              | 61                             | 3                              | 5                              | -                   | 1                   | 0                   | 0                   | 375   | 21    | 25    |

### En sélection nationale
| Saison                | Sélection             | Phases finales              | Phases finales | Phases finales | Phases finales | Éliminatoires | Éliminatoires | Éliminatoires | Ligue des nations | Ligue des nations | Ligue des nations | Matchs amicaux | Matchs amicaux | Matchs amicaux | Total | Total | Total |
| Saison                | Sélection             | Compétition                 | M              | B              | Pd             | M             | B             | Pd            | M                 | B                 | Pd                | M              | B              | Pd             | M     | B     | Pd    |
| --------------------- | --------------------- | --------------------------- | -------------- | -------------- | -------------- | ------------- | ------------- | ------------- | ----------------- | ----------------- | ----------------- | -------------- | -------------- | -------------- | ----- | ----- | ----- |
| 2020-2021             | France                | Euro 2020                   | 1              | 0              | 0              | -             | -             | -             | -                 | -                 | -                 | 1              | 0              | 0              | 2     | 0     | 0     |
| 2021-2022             | France                | Ligue des nations 2020-2021 | 2              | 0              | 0              | 3             | 0             | 0             | 2                 | 0                 | 0                 | 2              | 0              | 0              | 9     | 0     | 0     |
| 2022-2023             | France                | Coupe du monde 2022         | 6              | 0              | 0              | 3             | 0             | 0             | 1                 | 0                 | 0                 | -              | -              | -              | 10    | 0     | 0     |
| 2023-2024             | France                | Euro 2024                   | 6              | 0              | 0              | 2             | 0             | 0             | -                 | -                 | -                 | 5              | 0              | 0              | 13    | 0     | 0     |
| 2024-2025             | France                | -                           | -              | -              | -              | -             | -             | -             | 8                 | 0                 | 0                 | -              | -              | -              | 8     | 0     | 0     |
| Total sur la carrière | Total sur la carrière | Total sur la carrière       | 15             | 0              | 0              | 8             | 0             | 0             | 11                | 0                 | 0                 | 8              | 0              | 0              | 42    | 0     | 0     |

### Liste des matchs internationaux
| Matchs internationaux de Jules Koundé | Matchs internationaux de Jules Koundé | Matchs internationaux de Jules Koundé               | Matchs internationaux de Jules Koundé | Matchs internationaux de Jules Koundé | Matchs internationaux de Jules Koundé          | Matchs internationaux de Jules Koundé                              |
|                                       | Date                                  | Lieu                                                | Adversaire                            | Résultat                              | Compétition                                    | Notes                                                              |
| ------------------------------------- | ------------------------------------- | --------------------------------------------------- | ------------------------------------- | ------------------------------------- | ---------------------------------------------- | ------------------------------------------------------------------ |
| 1.                                    | 2 juin 2021                           | Allianz Riviera, Nice, France                       | Pays de Galles                        | 3 - 0                                 | Match amical                                   | Entre en jeu à la place de Benjamin Pavard à la 46e minute de jeu. |
| 2.                                    | 23 juin 2021                          | Stade Ferenc-Puskás, Budapest, Hongrie              | Portugal                              | 2 - 2                                 | Euro 2020                                      | Titulaire.                                                         |
| 3.                                    | 1er septembre 2021                    | Stade de la Meinau, Strasbourg, France              | Bosnie-Herzégovine                    | 1 - 1                                 | Éliminatoires de la Coupe du monde 2022        | Titulaire.                                                         |
| 4.                                    | 7 octobre 2021                        | Juventus Stadium, Turin, Italie                     | Belgique                              | 2 - 3                                 | Phase finale de la Ligue des nations 2020-2021 | Titulaire.                                                         |
| 5.                                    | 10 octobre 2021                       | Stade San Siro, Milan, Italie                       | Espagne                               | 1 - 2                                 | Phase finale de la Ligue des nations 2020-2021 | Titulaire.                                                         |
| 6.                                    | 13 novembre 2021                      | Parc des Princes, Paris, France                     | Kazakhstan                            | 8 - 0                                 | Éliminatoires de la Coupe du monde 2022        | Titulaire.                                                         |
| 7.                                    | 16 novembre 2021                      | Stade olympique d'Helsinki, Helsinki, Finlande      | Finlande                              | 2 - 0                                 | Éliminatoires de la Coupe du monde 2022        | Titulaire et remplacé par Kingsley Coman à la 57e minute de jeu.   |
| 8.                                    | 25 mars 2022                          | Stade Vélodrome, Marseille, France                  | Côte d'Ivoire                         | 2 - 1                                 | Match amical                                   | Titulaire.                                                         |
| 9.                                    | 29 mars 2022                          | Stade Pierre-Mauroy, Villeneuve-d'Ascq, France      | Afrique du Sud                        | 5 - 0                                 | Match amical                                   | Entre en jeu à la place de Raphaël Varane à la 80e minute de jeu.  |
| 10.                                   | 3 juin 2022                           | Stade de France, Saint-Denis, France                | Danemark                              | 1 - 2                                 | Ligue des nations 2022-2023                    | Titulaire et remplacé par Moussa Diaby à la 90e minute de jeu.     |
| 11.                                   | 13 juin 2022                          | Stade de France, Saint-Denis, France                | Croatie                               | 0 - 1                                 | Ligue des nations 2022-2023                    | Titulaire et remplacé par Benjamin Pavard à la 46e minute de jeu.  |
| 12.                                   | 22 septembre 2022                     | Stade de France, Saint-Denis, France                | Autriche                              | 2 - 0                                 | Ligue des nations 2022-2023                    | Titulaire et remplacé par William Saliba à la 23e minute de jeu.   |
| 13.                                   | 22 novembre 2022                      | Stade Al-Janoub, Al Wakrah, Qatar                   | Australie                             | 4 - 1                                 | Coupe du monde 2022                            | Entre en jeu à la place de Benjamin Pavard à la 89e minute de jeu. |
| 14.                                   | 26 novembre 2022                      | Stade 974, Doha, Qatar                              | Danemark                              | 2 - 1                                 | Coupe du monde 2022                            | Titulaire.                                                         |
| 15.                                   | 4 décembre 2022                       | Stade Al-Thumama, Doha, Qatar                       | Pologne                               | 3 - 1                                 | Coupe du monde 2022                            | Titulaire et remplacé par Axel Disasi à la 90e minute de jeu.      |
| 16.                                   | 10 décembre 2022                      | Stade Al-Bayt, Al-Khor, Qatar                       | Angleterre                            | 1 - 2                                 | Coupe du monde 2022                            | Titulaire.                                                         |
| 17.                                   | 14 décembre 2022                      | Stade Al-Bayt, Al-Khor, Qatar                       | Maroc                                 | 2 - 0                                 | Coupe du monde 2022                            | Titulaire.                                                         |
| 18.                                   | 18 décembre 2022                      | Stade de Lusail, Lusail, Qatar                      | Argentine                             | 3 - 3 4-2 t.a.b                       | Coupe du monde 2022                            | Titulaire et remplacé par Axel Disasi à la 120e minute de jeu.     |
| 19.                                   | 24 mars 2023                          | Stade de France, Saint-Denis, France                | Pays-Bas                              | 4 - 0                                 | Éliminatoires de l'Euro 2024                   | Titulaire.                                                         |
| 20.                                   | 27 mars 2023                          | Aviva Stadium, Dublin, Irlande                      | République d'Irlande                  | 0 - 1                                 | Éliminatoires de l'Euro 2024                   | Entre en jeu à la place de Benjamin Pavard à la 81e minute de jeu. |
| 21.                                   | 19 juin 2023                          | Stade de France, Saint-Denis, France                | Grèce                                 | 1 - 0                                 | Éliminatoires de l'Euro 2024                   | Titulaire.                                                         |
| 22.                                   | 7 septembre 2023                      | Parc des Princes, Paris, France                     | République d'Irlande                  | 2 - 0                                 | Éliminatoires de l'Euro 2024                   | Titulaire et remplacé par Benjamin Pavard à la 89e minute de jeu.  |
| 23.                                   | 12 septembre 2023                     | Signal Iduna Park, Dortmund, Allemagne              | Allemagne                             | 2 - 1                                 | Match amical                                   | Entre en jeu à la place de Benjamin Pavard à la 65e minute de jeu. |
| 24.                                   | 21 novembre 2023                      | Stade Agiá Sofiá, Athènes, Grèce                    | Grèce                                 | 2 - 2                                 | Éliminatoires de l'Euro 2024                   | Titulaire et remplacé par Jonathan Clauss à la 64e minute de jeu.  |
| 25.                                   | 23 mars 2024                          | Parc Olympique lyonnais, Décines-Charpieu, France   | Allemagne                             | 0 - 2                                 | Match amical                                   | Titulaire et remplacé par Jonathan Clauss à la 61e minute de jeu.  |
| 26.                                   | 26 mars 2024                          | Stade Vélodrome, Marseille, France                  | Chili                                 | 3 - 2                                 | Match amical                                   | Entre en jeu à la place de Jonathan Clauss à la 11e minute de jeu. |
| 27.                                   | 5 juin 2024                           | Stade Saint-Symphorien, Longeville-lès-Metz, France | Luxembourg                            | 3 - 0                                 | Match amical                                   | Titulaire et remplacé par Benjamin Pavard à la 64e minute de jeu.  |
| 28.                                   | 9 juin 2024                           | Matmut Atlantique, Bordeaux, France                 | Canada                                | 0 - 0                                 | Match amical                                   | Titulaire.                                                         |
| 29.                                   | 17 juin 2024                          | Düsseldorf Arena, Düsseldorf, Allemagne             | Autriche                              | 0 - 1                                 | Euro 2024                                      | Titulaire.                                                         |
| 30.                                   | 21 juin 2024                          | Stade de Leipzig, Leipzig, Allemagne                | Pays-Bas                              | 0 - 0                                 | Euro 2024                                      | Titulaire.                                                         |
| 31.                                   | 25 juin 2024                          | BVB Stadion Dortmund, Dortmund, Allemagne           | Pologne                               | 1 - 1                                 | Euro 2024                                      | Titulaire.                                                         |
| 32.                                   | 1er juillet 2024                      | Düsseldorf Arena, Düsseldorf, Allemagne             | Belgique                              | 1 - 0                                 | Euro 2024                                      | Titulaire.                                                         |
| 33.                                   | 5 juillet 2024                        | Volksparkstadion, Hambourg, Allemagne               | Portugal                              | 0 - 0 3-5 t.a.b                       | Euro 2024                                      | Titulaire.                                                         |
| 34.                                   | 9 juillet 2024                        | Munich Football Arena, Munich, Allemagne            | Espagne                               | 2 - 1                                 | Euro 2024                                      | Titulaire.                                                         |
| 35.                                   | 6 septembre 2024                      | Parc des Princes, Paris, France                     | Italie                                | 1 - 3                                 | Ligue des nations 2024-2025                    | Entre en jeu à la place de Jonathan Clauss à la 78e minute de jeu. |
| 36.                                   | 9 septembre 2024                      | Parc Olympique lyonnais, Décines-Charpieu, France   | Belgique                              | 2 - 0                                 | Ligue des nations 2024-2025                    | Titulaire.                                                         |
| 37.                                   | 10 octobre 2024                       | Bozsik Aréna, Budapest, Hongrie                     | Israël                                | 1 - 4                                 | Ligue des nations 2024-2025                    | Titulaire.                                                         |
| 38.                                   | 14 octobre 2024                       | Stade Roi Baudouin, Bruxelles, Belgique             | Belgique                              | 1 - 2                                 | Ligue des nations 2024-2025                    | Titulaire.                                                         |
| 39.                                   | 14 novembre 2024                      | Stade de France, Saint-Denis, France                | Israël                                | 0 - 0                                 | Ligue des nations 2024-2025                    | Titulaire.                                                         |
| 40.                                   | 17 novembre 2024                      | Stade San Siro, Milan, Italie                       | Italie                                | 1 - 3                                 | Ligue des nations 2024-2025                    | Titulaire et remplacé par Benjamin Pavard à la 82e minute de jeu.  |
| 41.                                   | 20 mars 2025                          | Stade de Poljud, Split, Croatie                     | Croatie                               | 2 - 0                                 | Ligue des nations 2024-2025                    | Titulaire.                                                         |
| 42.                                   | 23 mars 2025                          | Stade de France, Saint-Denis, France                | Croatie                               | 2 - 0 5-4 t.a.b                       | Ligue des nations 2024-2025                    | Titulaire.                                                         |

## Palmarès

### En club
Formé aux Girondins de Bordeaux où il remporte le Championnat de France des moins de 19 ans, il rejoint ensuite le Séville FC. Il y remporte la Ligue Europa 2020 contre l'Inter Milan et est finaliste de la Supercoupe de l'UEFA la même année mais s'incline en prolongation contre le Bayern Munich.
Parti ensuite au FC Barcelone, il est Champion d'Espagne dès sa première saison après avoir remporté la Supercoupe d'Espagne. Il ne remporte aucun titre lors de sa seconde saison, terminant vice-champion d'Espagne et s'inclinant en finale de Supercoupe d'Espagne. Lors de sa troisième saison, il remporte une seconde Supercoupe d'Espagne ainsi que la Coupe d'Espagne et est également sacré Champion d’Espagne pour la deuxième fois.
| Girondins de Bordeaux (1)                              | Séville FC (1)                                                                        | FC Barcelone (5) |
| ------------------------------------------------------ | ------------------------------------------------------------------------------------- | --- |
| - Championnat de France -19 ans : - Vainqueur en 2017. | - Ligue Europa (1) : - Vainqueur en 2020 - Supercoupe de l'UEFA : - Finaliste en 2020 | - Championnat d'Espagne (2) : - Champion : 2023, 2025 - Vice-champion : 2024 - Coupe d'Espagne (1) : - Vainqueur : 2025 - Supercoupe d'Espagne (2) : - Vainqueur : 2023 et 2025 - Finaliste : 2024 |

### En sélection
Jules Koundé compte 42 sélections en équipe de France et a joué l'Euro en 2020 et 2024 ainsi que la Coupe du monde 2022 dont il est finaliste. Il remporte également la Ligue des nations en 2021.
| France (1)                                                                           |
| ------------------------------------------------------------------------------------ |
| - Coupe du monde : - Finaliste en 2022 - Ligue des nations (1) : - Vainqueur en 2021 |

## Prises de position
Après la mort de Nahel Merzouk comme lors de la décision d’interdire l'abaya dans tous les établissements scolaires publics, Jules Koundé prend position sur les réseaux sociaux. Sur Instagram, il partage la vidéo de l’influenceuse Crazy Sally qui critique vivement une déclaration d’Emmanuel Macron lors d’un échange avec le journaliste Hugo Travers au sujet de l’abaya.
Fin juin 2024, il prend position contre le Rassemblement national.